# Baranzy
Baranzy (en gaumais Barazi) est un village belge situé en Gaume, à l'extrême sud de la province de Luxembourg, dans la Région wallonne.
Administrativement il fait partie de la commune de Musson, village avec lequel il forme un continu urbanistique le long de la route nationale 88.
Baranzy borde le nord de la frontière entre la Belgique et la France le long de la cuesta bajocienne le séparant de Gorcy, dans le département français de Meurthe-et-Moselle, au sud.

## Histoire

### Origines
Baranzy trouverait ses racines dans deux hameaux fondés par deux seigneurs locaux ayant participé à la première croisade. Ils auraient planté un chêne en 1096, qui délimitait à l'époque le village de Dézémont et de Baranzy, du nom de chacun des deux seigneurs. Le chêne est resté un lieu de culte jusqu'à sa destruction par le feu par les troupes de l'armée allemande le 22 aout 1914 lors de la bataille des Frontières. Plusieurs endroits de la localité y rendent aujourd’hui hommage, comme la salle du cercle au Chêne, située rue Marcel Niessen (N88).
La première trace écrite de Baranzy est trouvée en 1119 lorsque les évêques Bruno de Trêves et Widrich de Toul statuent sur les droits du curé de Musson en mentionnant que le territoire paroissial s'étend sur les villages de Musson, Baranzy, Dézémont, Icourt, Maincourt (moulin de Gennevaux), Gennevaux, Godincourt, Gorcy et Cussigny. Bon nombre de ces villages ayant aujourd’hui disparu ou été absorbés par les villages voisins.
Un acte de 1258 entre Henri V de Luxembourg et Arnoul IV de Looz établit leurs droits sur Saint-Mard et Vieux-Virton en précisant que ceux qui labourent les terres de Godincourt, Willancourt et Dézémont paieront un droit conforme à la loi de Beaumont, indiquant dès lors que Baranzy et Dézémont sont deux localités bien distinctes, dont la limite se situe près de l'actuelle route allant à Gorcy (rue Firmin Dieudonné).

### Première Guerre mondiale
Le village souffrit beaucoup durant la Première Guerre mondiale. Le 22 août 1914, le 131e régiment d'infanterie de l'armée française attaqua les positions allemandes qui occupaient le village. À la suite de combats féroces qui se déroulèrent entre 5 et 10 heures, les survivants durent se replier laissant 1 395 morts derrière eux. L'un d'entre eux était l'aspirant Germain Foch, fils du Maréchal Foch. Il fut enterré dans une fosse commune au cimetière militaire de Gorcy, le village français voisin (Meurthe-et-Moselle). 
Côté allemand, les 119e, 121e, 122e, 125e, 127e régiments d'infanterie de l'armée impériale allemande exécutent 27 civils et incendient 86 maisons sur les 106 que compte le village, sous prétexte qu'une jeune fille avait tiré sur eux. 74 hommes sont également conduits en Allemagne comme prisonniers et 5 d'entre eux y meurent en captivité. Cet évènement fait partie des atrocités allemandes commises lors de la bataille des Frontières.

## Géographie
Situé à une dizaine de kilomètres à l'est de Virton, le village se trouve en Gaume, sous-région culturelle où la langue vernaculaire est le gaumais. Il est traversé tout au long par la Batte et la route nationale 88 qui lui est parallèle. Il est délimité au sud par la frontière française qui le sépare du département de Meurthe-et-Moselle et de la région Lorraine.

## Patrimoine
- L'église de la Sainte-Famille date de 1906.
- Plusieurs fermes datent de la moitié du XIXe siècle.
- Un cimetière franco-allemand (Première Guerre mondiale) se trouve à l'extrémité du village, sur la route de Signeulx.

## Démographie
Le village de Baranzy compte, au 1er janvier 2013, une population de 635 habitants dont 324 hommes et 311 femmes. On dénombre également 94 étrangers.